# Francesco de Angelis (velista)
Francesco de Angelis (Napoli, 11 settembre 1960) è un velista italiano.
È stato il primo skipper non anglosassone a vincere la Louis Vuitton Cup ad Auckland nel 2000 al timone di Luna Rossa (ITA45).

## Biografia
Nato a Napoli l'11 settembre 1960, è stato sei volte campione del mondo in varie classi, vincitore dell'Admiral's Cup nel 1995, di tre Sardinia Cup, di due Swan Cup, del Middle Sea Race Trophy (2005, 2013, 2015), della Giraglia (2018), dell'Aegean 600 (2021), completano il suo palmarès due titoli europei e nove titoli italiani in differenti classi. 
Nel 2000, dopo la vittoria della Louis Vuitton Cup, il torneo dei challengers, ha condotto Luna Rossa nelle regate della XXX America's Cup contro Black Magic NZL60 timonata da Russell Coutts e Dean Barker, perdendo 5-0.
Nel 2003 nella XXXI America’s Cup, sempre come skipper e timoniere raggiunge le semifinali, eliminato però dagli americani di OneWorld.
Nel 2007, XXXII America’s Cup a Valencia, è Team Director e skipper di Luna Rossa pur lasciando il timone a James Spithill, raggiunge di nuovo la finale della Louis Vuitton Cup, dopo aver sconfitto per 5 a 1 BMW Oracle Racing. In finale, Luna Rossa perde di nuovo contro Team New Zealand.
Ha ricevuto quattro Medaglie d'Oro al valore sportivo dal CONI ed è Honorary Officer del New Zealand Order of Merit (O.N.Z.M.).
Francesco de Angelis è stato anche commentatore televisivo per La7 a Valencia durante la XXXIII America’s Cup, talent di Sky per la vela in occasione delle Olimpiadi di Londra 2012 e commentatore tecnico per la Rai in occasione della XXXVI America's Cup di Auckland 2021.

## Medagliere
| anno      | titolo vinto        | classe                      | barca         | ruolo               |
| --------- | ------------------- | --------------------------- | ------------- | ------------------- |
| 1980      | campione europeo jr | Finn                        |               | timoniere           |
| 1984      | campione europeo    | J/24                        |               | timoniere           |
| 1987      | campione del mondo  | J/24                        |               | timoniere           |
| 1989      | campione del mondo  | One Ton Cup                 | Brava         | timoniere           |
| 1992      | campione del mondo  | One Ton Cup                 | Brava Q8      | timoniere           |
| 1995      | campione del mondo  | ILC40                       | Brava Q8      | timoniere           |
| 1995      | primo posto         | Admiral's Cup               | Brava Q8      | timoniere           |
| 1996      | campione del mondo  | ILC40                       | Brava Q8      | timoniere           |
| 1999/2000 | primo posto         | Louis Vuitton Cup           | Luna Rossa    | skipper e timoniere |
| 2005      | primo posto         | Middle Sea Race Trophy      | Atalanta II   | tattico             |
| 2008      | Campione del mondo  | ORC International           | Libertine     | tattico             |
| 2013      | primo posto         | Middle Sea Race Trophy      | B2            | tattico/ timoniere  |
| 2013      | primo posto         | 32 Copa del Rey Mapfre IRC1 | B2            | tattico             |
| 2015      | primo posto         | Middle Sea Race Trophy      | B2            | tattico/ timoniere  |
| 2018      | primo posto         | Giraglia                    | Momo          |                     |
| 2021      | primo posto         | Aegean 600                  | Atalanta II   | tattico             |
| 1990      | primo posto         | Sardinia Cup                | Brava         | timoniere           |
| 1992      | primo posto         | Sardinia Cup                | Mandrake      | timoniere           |
| 1996      | primo posto         | sardinia Cup                | Brava Q8      | timoniere           |
|           |                     |                             |               |                     |
| 1997      | primo posto         | R.O.R.C. Channel Race       | Madina Milano | timoniere           |
|           |                     |                             |               |                     |
| 1984      | campione italiano   | J/24                        |               | timoniere           |
| 1985      | campione italiano   | J/24 e Star                 |               | timoniere           |
| 1987      | campione italiano   | J/24                        |               | timoniere           |

## Onorificenze
|  | 4 Medaglie d'Oro al valore sportivo dal CONI                  |
|  | 1 Honorary Officer del New Zealand Order of Merit (O.N.Z.M.). |